# Zieleniew (Krzyżanów)
Pour les articles homonymes, voir Zieleniew.
Zieleniew (prononciation [ʑɛˈlɛɲɛf]) est un village de la gmina de Krzyżanów, du powiat de Kutno, dans la voïvodie de Łódź, situé dans le centre de la Pologne.
Il se situe à environ 9 kilomètres au sud de Kutno (siège du powiat) et 42 kilomètres au nord de Łódź (capitale de la voïvodie).
Sa population s'élevait approximativement à 50 habitants en 2006.

## Administration
De 1975 à 1998, le village était attaché administrativement à l'ancienne voïvodie de Płock.

Depuis 1999, il fait partie de la nouvelle voïvodie de Łódź.